# Tenders Electronic Daily
Tenders Electronic Daily (TED; wörtlich: tägliche elektronische Ausschreibungen) ist ein mehrsprachiger Online-Dienst der Europäischen Union. Aufgabe von Tenders Electronic Daily ist die Bekanntmachung öffentlicher Aufträge. Tenders Electronic Daily ist beim Amt für Veröffentlichungen der Europäischen Union angesiedelt.
Ausschreibungen öffentlicher Aufträge ab einer bestimmten Größenordnung müssen EU-weit bekannt gemacht werden. Dies geschieht im Supplement des Amtsblatt der Europäischen Union (ABl. S).
Neben der gedruckten Ausgabe des Supplements gibt es auch eine elektronische Ausgabe auf DVD-ROM und eine Online-Version; letztere ist als Tenders Electronic Daily bekannt.
Weitergehende Informationen über die Bekanntmachungen öffentlicher Aufträge finden sich auf SIMAP, dem EU-Portal für das öffentliche Auftragswesen.
Nach einem virtuellen Einbruch in die Datenbank des Ausschreibungssystems warnt das Bundeskriminalamt vor Betrugsversuchen mit TED-Daten.